# プラム・クリークの土手で
『プラム・クリークの土手で』（プラム・クリークのどてで、On the Banks of Plum Creek）は、ローラ・インガルス・ワイルダーによって書かれ、1937年に出版された自伝的児童小説で、彼女の『小さな家』シリーズ9冊のうちの4冊目である。
この作品は、1870年代にインガルス一家がミネソタ州ウォルナットグローブ近くのプラムクリークに住んでいた彼女の幼少期の数年間に基づいている。この小説の初版本のカバーには、「『大きな森の小さな家』の著者によるアメリカ開拓者家族の実話」と書かれていた。この小説は1938年にニューベリー名誉賞を受賞し、その後の4冊の小さな家の本も1944年まで続いて受賞した。

## あらすじ

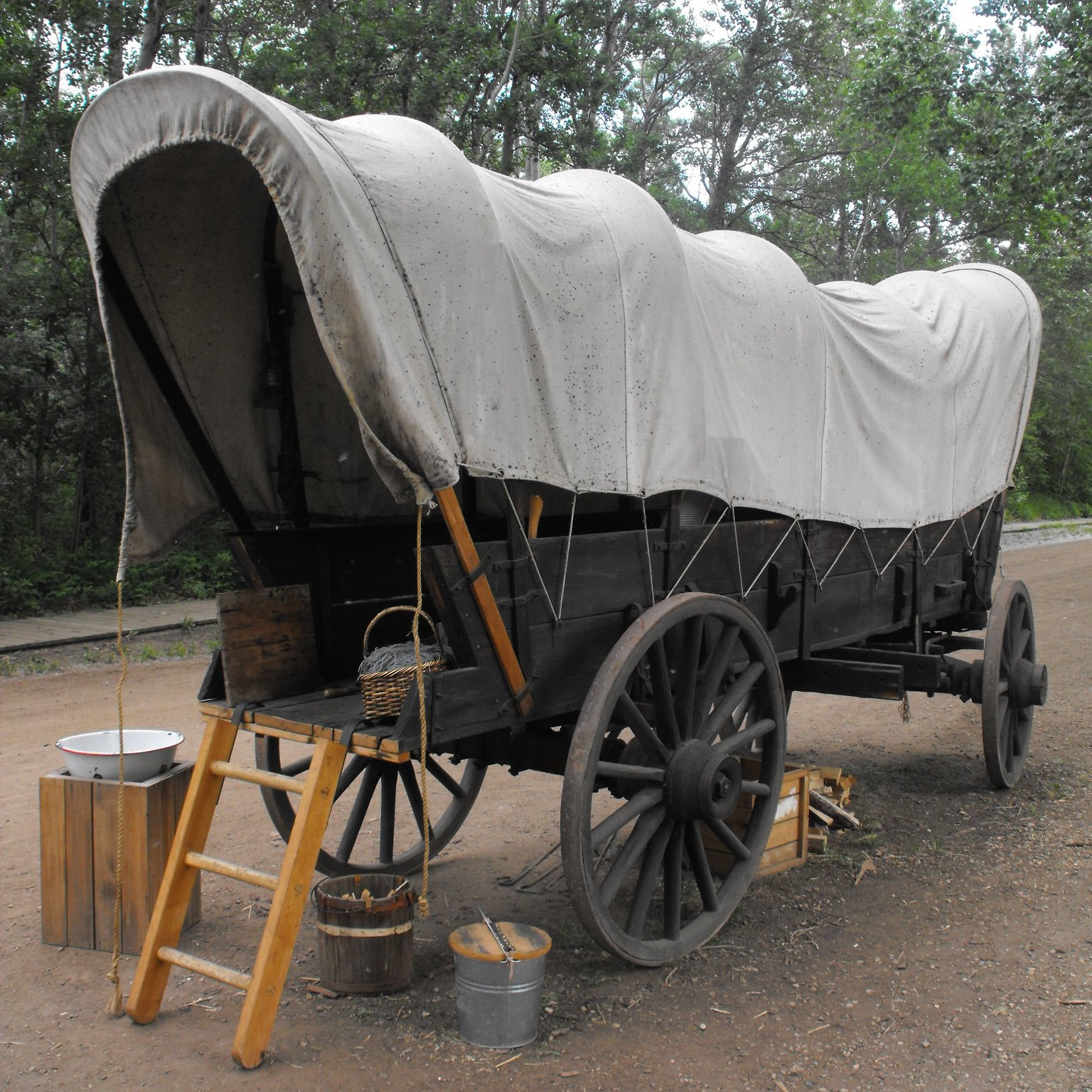
1885年頃の西部への開拓入植者が用いた幌馬車。インガルス一家がミネソタへ向かうのに用いた馬車と同型のもの

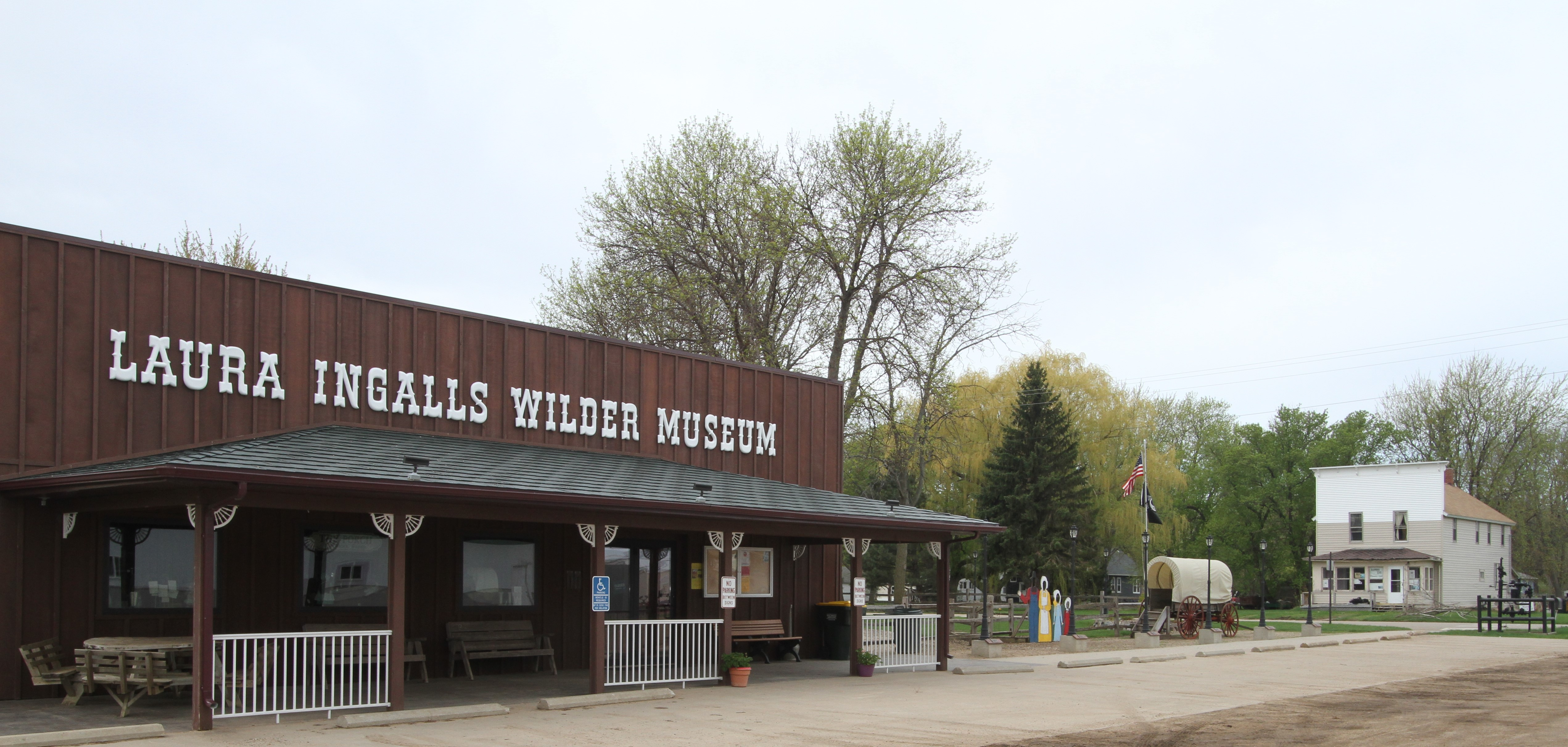
ウォルナットグローブにあるローラ・インガルス・ワイルダー博物館

カンザス州の大草原にある小さな家を出たインガルス一家は、幌馬車でミネソタ州に向かい、プラムクリークのほとりに定住する。
お父さんは、所有する2頭の馬、ペットとパティ、およびペットの牡馬であるバニーを、土手に掘られた横穴の住居（ダッグ・アウト (シェルター))と厩舎と交換する。その後、家族へのクリスマスプレゼントとして2頭の新しい馬と交換し、ローラと妹のメアリーはその馬にサムとデビッドと名付けた。お父さんはすぐに家族のために新しい地上の木造住宅を建て、最初に収穫した小麦が木材と資材の代金に充てられると考えている。
ローラとメアリーは町の近くに住んでおり、初めて学校に通う。そこで彼らは友達を作り、町の店主の娘ネリー・オルソンとも出会うことになる。ネリー・オルソンはローラとメアリーを「田舎娘」だとからかう。ローラとメアリーがオルソン家のパーティーに出席した後、お母さんは女子全員を自分たちのパーティーに招待することでお返しをするが、そこでネリーはインガルスの飼い犬ジャックを虐待し、お母さんに失礼な言葉を投げかける（しかし、女子たちが水遊びに行き、ネリーがヒルまみれになった時、ローラは案外正しかったのではと感じる）。
インガルス家は、1874 年のバッタの大流行により、待望の小麦作物と翌年の作物が成功する可能性の両方が壊滅し、非常に困難な時期を経験した。2 つの収穫期の間、お父さんは他の農場で仕事を探すために東に 480 km (300 マイル) 歩いていかなければならない。災害を受けて地域の学校が閉鎖され、少女たちが学校に通い続けることはできなくなった。
4日間続く猛吹雪に見舞われ、お父さんの帰宅は遅れたが、お母さんは女の子たちとゲームをしてみんなの心を支えてくれる。そしてついにお父さんは家に帰ってくる。彼は吹雪の間ずっと家のすぐ近くにいて、先の見えない嵐の中ではそれに気づくことができなかったことが判明した。それで、物語はクリスマスイブに幸せな家族が再会するところで終わる。

## 批評
ヴァージニア・カーカスは、1926年から1932年までハーパー&ブラザーズ誌でワイルダーのデビュー小説『大きな森の小さな家』を編集者として担当していた。 1933年から彼女が発行した半月ごとの会報誌『カーカス・レビュー』で、彼女はこの小説に星付きレビューを与えた(彼女は、前作の「大草原の小さな家」とこれに続く２作「シルバー・レイクの岸辺で」と「長い冬」にも星付き評価を与えている。シリーズの第3作から第6作までの高評価を与え、他の作品にはこれほどの評価を与えていない。）「どちらかといえば、彼女の魅惑的な『大きな森の小さな家』よりも優れている。ローラはいつもトラブルに見舞われるが、文章を読む限りではしっかりした若い娘である。完璧なアメリカーナだ。」

この小説は、ワイルダーにとってニューベリー名誉賞(ニューベリー賞の次点に与えられる賞)を受賞した最初の作品となった。このシリーズ第4作から第8作までが同じ賞を受賞している。
1997年、カナダのウィニペグ在住の2人の親がこの小説に異議を唱え、作中のアメリカ先住民の描写に異議を提し、地元の学校部門がこの小説を図書館や授業から撤去するよう求めた。
ネイティブアメリカンを指す「インディアン」という言葉はその中に12回登場しており、そのほとんどはインガルス一家のインディアン準州滞在に関するものである。しかし、ある時点でメアリーはローラに、日よけ帽をかぶったままにしなければ、「あなたはインディアンのように茶色になるでしょう、そして町の女の子は私たちのことをどう思うでしょう？」とローラに言う。彼女はまた、「私がもしインディアンだったなら服を着なくてよかったのに！」とも言っている。最終的に告訴は取り下げられた。

## 出版
1890年代に干ばつ、病気、火災の影響でダコタ州で農業に失敗した後、ワイルダーは夫のアルマンゾと幼い娘のローズとともにミズーリ州のオザークに移住した。数十年後、地元の農業新聞でコラムを書いたり編集したりした後、主に経済的理由から、全国連載用に辺境で育った回想録を書くよう娘のローズに勧められた。
ワイルダーは、「インガルス一家の物語」シリーズを執筆する前に、自伝の大人版である『開拓者の少女』(Pioneer Girl)を執筆した。それが出版社に売れないと判明したとき、ローズは企画に変更を加えて出版社に再考を提案し、シリーズ化に至った。現実の出来事の中には、若年層向けにマイルドな話にされたり、完全に取り除かれたりしたものもある。

## 日本語訳
出版社によって、邦題が異なっている。
- こだまともこ, 渡辺南都子 (訳)『プラム川の土手で』(講談社文庫. 大草原の小さな家 ; 3) 講談社、1988年、ISBN 4-06-184301-X
- 中村凪子 (訳)『プラム・クリークの土手で』(角川文庫) 角川書店、1989年、ISBN 4-04-245403-8
- 恩地三保子 (訳)『プラム・クリークの土手で』(福音館文庫. インガルス一家の物語 ; 3) 福音館書店、2002年、ISBN 4-8340-1814-8 - 1973年に刊行されたものの文庫化
- 足沢良子 (訳)『プラムクリークの川辺で』(大草原の小さな家シリーズ ; 3) 草炎社、2005年、ISBN 4-88264-184-4
- 中村凪子 (訳)『プラム・クリークの土手で』(角川つばさ文庫 ; Eわ2-3. 小さな家シリーズ) KADOKAWA、2014年、ISBN 978-4-04-631791-9 - 抄訳